# 滝田務雄
滝田 務雄（たきた みちお、1973年 -）は日本の小説家、推理作家。福島県生まれ。日本大学芸術学部卒業。2006年短編「田舎の刑事の趣味とお仕事」で東京創元社主催の第3回ミステリーズ!新人賞を受賞しデビューした（同時受賞は秋梨惟喬）。

## 作品リスト

### 単行本

#### 田舎の刑事シリーズ
- 田舎の刑事の趣味とお仕事（2007年8月 東京創元社 / 2009年9月 創元推理文庫）
  - 収録作品：田舎の刑事の趣味とお仕事 / 田舎の刑事の魚と拳銃 / 田舎の刑事の危機とリベンジ / 田舎の刑事の赤と黒 / 田舎の刑事のウサギと猛毒
- 田舎の刑事の闘病記（2009年11月 東京創元社）
  - 【改題】田舎の刑事の動物記（2011年12月 創元推理文庫）
  - * 収録作品：田舎の刑事の夏休みの絵日記 / 田舎の刑事の昆虫記 / 田舎の刑事の台湾旅行記 / 田舎の刑事の闘病記 / 田舎の刑事の動物記 / 田舎の刑事の冬休みの絵日記
- 田舎の刑事の好敵手（2014年12月 東京創元社）※長編

#### その他
- 見たか、ハゲタカ、正義の味方（2004年6月 新風舎文庫）
- 長弓戯画 うさ・かめ事件簿（2010年6月 東京創元社）
- ワースト・インプレッション 刑事・理恩と拾得の事件簿（2014年1月 双葉社 / 2017年12月 双葉文庫）
  - 収録作品：歌人薄命 / 偶像は落ちた偶像に落ちた / 遺産と誤算 / ワースト・インプレッション
- 和気有町屋南部署 デカは死ななきゃ治らない（2014年8月 徳間文庫）
- 捕獲屋カメレオンの事件簿（2015年4月 祥伝社）
  - 収録作品：銀葉館のタブー / 美食家の葡萄酒 / ソラマメ銀座の幽霊 / 試作車の鍵 / 白い首輪の黒い猫 / 前日譚 夜行奇人
- ポンコツ探偵の名推理 (2015年11月 幻冬舎)
- 不良品探偵（2017年4月 創元推理文庫）
  - 収録作品：不良品探偵、颯爽登場篇 / 夏休み怪奇特集、みんなでお寺の味噌擂り坊主篇 / アルバイト番外地・死闘タコやきんちゃん篇 / マグロの頭で警察署の見学篇 / アリスとアイス。そして十月の三月ウサギ篇

### アンソロジー
「」内が滝田務雄の作品
- ベスト本格ミステリ2012（2012年6月 講談社ノベルス）「不良品探偵」
  - 【改題】探偵の殺される夜 本格短編ベスト・セレクション（2016年1月 講談社文庫）
- ベスト本格ミステリ2013（2013年6月 講談社ノベルス）「田舎の刑事の宝さがし」
  - 【改題】墓守刑事の昔語り 本格短編ベスト・セレクション（2017年1月 講談社文庫）

## 映像化作品
テレビドラマ
- デカ 黒川鈴木（2012年1月5日 - 3月29日、全13話、読売テレビ、主演：板尾創路、原作：『田舎の刑事の趣味とお仕事』『田舎の刑事の闘病記』）